# 김정봉
김정봉(金正奉, 1958년 2월 3일 ~ )은 대한민국의 정치인이다. 제6대 청원군의원, 제1·2대 세종특별자치시의원을 지냈다.

## 학력
- 부강국민학교 졸업
- 부강중학교 졸업
- 충남고등학교 졸업
- 충남대학교 경제학과 졸업

### 비학위 수료
- 충남대학교 일반대학원 경제학과 수료

## 경력
- 부용면 바르게살기 운동위원회 위원장
- 세종시 대책특별위원회 위원장
- 전국운영위원장협의회 정책위원장
- 2010.07 ~ 2012.07 제6대 충청북도 청원군의회 의원
- 2010.07 ~ 2012.07 제6대 충청북도 청원군의회 전반기 운영위원회 위원장
- 2012.07 ~ 2014.06 제1대 세종특별자치시의회 의원
- 2012.07 ~ 2014.06 제1대 세종특별자치시의회 후반기 의회운영위원회 위원장
- 2014.07 ~ 2018.06 제2대 세종특별자치시의회 의원
- 2016.07 ~ 2018.06 제2대 세종특별자치시의회 의회운영위원회 의원
- 2016.07 ~ 2018.06 제2대 세종특별자치시의회 행정복지위원회 의원
- 2017.09.20 더불어민주당 복당

## 역대 선거 결과
|  | 12.72% |

|  | 44.39% |